# 勒比尼翁
勒比尼翁（法語：Le Bignon，法語發音：[lə biɲɔ̃] ⓘ）是法国大西洋卢瓦尔省的一个市镇，位于该省东南部，属于南特区。

## 地理
勒比尼翁（47°5'54"N, 1°29'26"W）面积27.54 平方千米，位于法国卢瓦尔河地区大区大西洋卢瓦尔省，该省份为法国西北部沿海省份，位于布列塔尼半岛东南部，北起伊勒-维莱讷省，西北接莫尔比昂省，西临大西洋，南至旺代省，东临曼恩-卢瓦尔省。
与勒比尼翁接壤的市镇（或旧市镇、城区）包括：泰博堡、拉舍夫罗利耶尔、蒙贝尔、蓬圣马丹、莱索里尼耶尔、韦尔图、热内通。
勒比尼翁的时区为UTC+01:00、UTC+02:00（夏令时）。

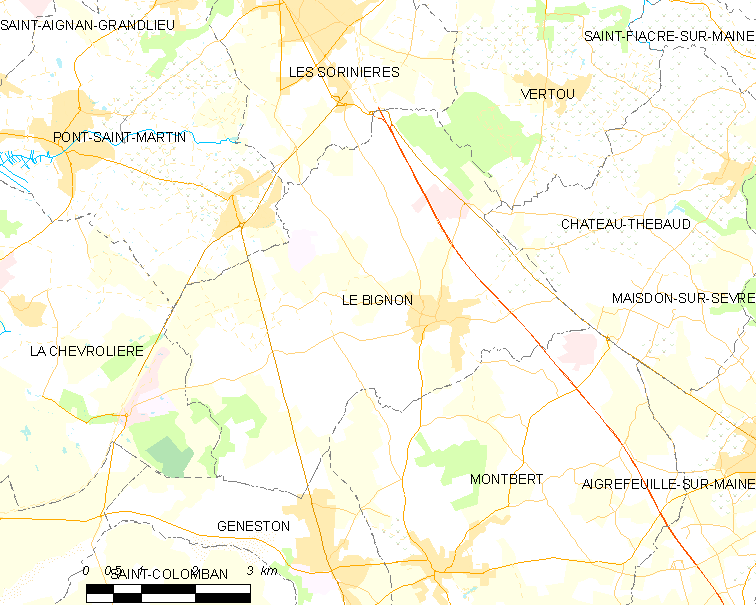
勒比尼翁的OSM定位图

## 行政
勒比尼翁的邮政编码为44140，INSEE市镇编码为44014。

## 政治
勒比尼翁所属的省级选区为圣菲尔贝德格朗略县。

## 交通
大西洋卢瓦尔省省道D11线、D57线和D62线在市中心交汇，另有省道D137线和D937线过境。法国国家A83号高速公路经过境内东部但未设出入口。

## 人口

1962-2008年间勒比尼翁人口变化图示

勒比尼翁于2022年1月1日时的人口数量为3967人。